# 5 април
5 април е 95-ият ден в годината според григорианския календар (96-и през високосна). Остават 270 дни до края на годината.

## Събития
- 1242 г. – Руските армии водени от Александър Невски разбиват рицарите на Тевтонския орден в Битката на Чудското езеро.
- 1614 г. – Във Вирджиния, индианката Покахонтас се омъжва за английския колонизатор Джон Ролф.
- 1753 г. – От частна колекция е основан Британският музей.
- 1886 г. – Подписан е Топханенския акт, с който Съединението на България се признава международно.
- 1904 г. – Македония е разделена на реформени райони, управлявани от представители на Великите сили, както следва: Австро-Унгария – района на Скопие, Русия – района на Солун, Англия – района на Драма, Франция – района на Сяр и Италия – района на Битоля.
- 1937 г. – Отворено е Летище Прага.
- 1940 г. – Катинско клане: съветско военно престъпление – масово убийство по време на Втората световна война на близо 22 хил. поляци (офицери и интелектуалци).
- 1945 г. – Студената война: Югославския лидер Йосип Броз Тито подписва споразумение със СССР, което позволява „временно разполагане на съветски войници на югославска територия“.
- 1948 г. – Със Закон за кинематографията се национализират частните филмови предприятия в България и средствата за производство и експлоатация на филми.
- 1955 г. – Уинстън Чърчил се отказва от поста министър-председател на Обединеното кралство по здравословни причини и приключва политическата си дейност, започнала през 1900 г.
- 1962 г. – ЦК на БКП приема на пленум мерки против турчеенето при някои малцинства – цигани, татари и помаци.
- 1978 г. – Започва строежът на хидрокомплекса Никопол – Турну Мъгуреле.
- 1989 г. – Полското правителство узаконява профсъюза Солидарност и предприема демократични мерки в политическата система
- 1992 г. – Започва обсадата на Сараево от югославската армия.
- 1998 г. – Отворен е за движение най-големият висящ мост в Япония Акаши Кайкио.

## Родени
- 1472 г. – Бианка-Мария Сфорца, императрица на Свещената римска империя († 1531 г.)
- 1568 г. – Урбан VIII, римски папа († 1644 г.)
- 1588 г. – Томас Хобс, английски философ († 1679 г.)
- 1604 г. – Карл IV (Лотарингия), херцог на Логариния и Бар († 1675 г.)
- 1622 г. – Винченцо Вивиани, италиански учен († 1703 г.)
- 1732 г. – Жан-Оноре Фрагонар, френски художник († 1806 г.)
- 1804 г. – Матиас Шлайден, немски ботаник († 1881 г.)
- 1822 г. – Емил дьо Лавеле, белгийски икономист († 1892 г.)
- 1827 г. – Джоузеф Листър, английски хирург († 1912 г.)
- 1838 г. – Тодораки Пешов, български политик († 1892 г.)
- 1843 г. – Петко Каравелов, Министър-председател на България († 1903 г.)
- 1846 г. – Таньо Стоянов, български революционер († 1876 г.)
- 1857 г. – Александър I Батенберг, Княз на България († 1893 г.)
- 1858 г. – Георги Паунчев, български просветен деец († 1915 г.)
- 1868 г. – Анастас Иширков, български учен († 1937 г.)
- 1883 г. – Уолтър Хюстън, американски актьор († 1950 г.)
- 1894 г. – Борис Шчукин, руски драматичен артист († 1939 г.)
- 1899 г. – Събчо Събев, български оперен певец († 1950 г.)
- 1900 г. – Спенсър Трейси, американски киноактьор († 1967 г.)
- 1901 г. – Иван Козарев, деец на БКП († 1944 г.)
- 1905 г. – Емил Марков, деец на революционното работническо движение в България, генерал-полковник (посмъртно) († 1943 г.)
- 1907 г. – Тамара Янкова, българска пианистка († 1983 г.)
- 1908 г. – Бети Дейвис, американска актриса († 1989 г.)
- 1908 г. – Херберт фон Караян, австрийски диригент († 1989 г.)
- 1912 г. – Ищван Йоркен, унгарски писател – сатирик († 1979 г.)
- 1914 г. – Феличе Борел, италиански футболист и треньор († 1993 г.)
- 1916 г. – Грегъри Пек, американски киноактьор († 2003 г.)
- 1917 г. – Робърт Блох, американски писател († 1994 г.)
- 1920 г. – Артър Хейли, американски писател († 2004 г.)
- 1923 г. – Божидар Божилов, български поет († 2006 г.)
- 1924 г. – Пенчо Кулеков, български художник († 2017 г.)
- 1929 г. – Ивар Йевер, американски физик, Нобелов лауреат през 1973
- 1929 г. – Коста Балабанов, македонски историк
- 1929 г. – Хюго Клаус, белгийски писател († 2008 г.)
- 1930 г. – Ирина Чмихова, българска поп певица и музикален педагог († 2020 г.)
- 1934 г. – Роман Херцог, президент на Германия († 2017 г.)
- 1937 г. – Колин Пауъл, държавен секретар на САЩ († 2021 г.)
- 1938 г. – Господин Чолаков, спортен деец († 2014 г.)
- 1940 г. – Ани Бакалова, българска актриса († 2016 г.)
- 1941 г. – Йордан Попов, български писател и журналист († 2015 г.)
- 1941 г. – Александър Шурбанов, български учен
- 1942 г. – Питър Грийнауей, британски режисьор
- 1943 г. – Петър Кендеров, български математик
- 1945 г. – Ханс Раймунд, австрийски писател
- 1946 г. – Георги Мърков, български треньор по борба
- 1948 г. – Глория Макапагал-Оройо, президент на Филипините
- 1950 г. – Агнета Фелтскуг, шведска певица (ABBA)
- 1950 г. – Мики Манойлович, сръбски актьор
- 1954 г. – Борис Комитов, български астроном
- 1968 г. – Пола Коул, американска певица
- 1971 г. – Симона Кавалари, италианска актриса
- 1972 г. – Детелина Борисова, български политик
- 1976 г. – Фернандо Мориентес, испански футболист
- 1979 г. – Тимо Хилдебранд, немски вратар
- 1981 г. – Станислав Стоянов, български политик
- 1984 г. – Маршал Олман, американски актьор
- 1986 г. – Джени Хендрикс, американска порно актриса
- 1987 г. – Антон Порязов, български актьор

## Починали
- 1697 г. – Карл XI, шведски крал (* 1655 г.)
- 1794 г. – Жорж Дантон, лидер на френската революция – екзекутиран (* 1759 г.)
- 1794 г. – Камил Демулен, деец на френската революция – екзекутиран (* 1760 г.)
- 1835 г. – Велчо Атанасов (Джамждията), български революционер – обесен (* 1788 г.)
- 1871 г. – Паоло Сави, италиански геолог и зоолог (* 1798 г.)
- 1888 г. – Всеволод Гаршин, руски писател (* 1855 г.)
- 1923 г. – Джордж Хърбърт Карнарвън, британски египтолог и археолог (* 1866 г.)
- 1962 г. – Никола Михов, български библиограф (* 1877 г.)
- 1964 г. – Дъглас Макартър, американски генерал (* 1880 г.)
- 1975 г. – Чан Кайшъ, 1-ви Президент на Република Китай (* 1887 г.)
- 1976 г. – Хауърд Хюз, американски предприемач (* 1905 г.)
- 1977 г. – Юрий Завадски, съветски режисьор (* 1894 г.)
- 1980 г. – Васил Бакърджиев, български кинодокументалист (* 1906 г.)
- 1994 г. – Кърт Кобейн, американски музикант (Nirvana) (* 1967 г.)
- 1997 г. – Алън Гинсбърг, американски поет-битник (* 1926 г.)
- 1998 г. – Кози Пауъл, британски рокмузикант (* 1947 г.)
- 2001 г. – Людмила Боева, български медиевист от руски произход (* 1934 г.)
- 2002 г. – Лейн Стейли, американски музикант (Alice in Chains) (* 1967 г.)
- 2005 г. – Сол Белоу, американски писател (* 1915 г.)
- 2008 г. – Чарлтън Хестън, американски актьор (р. 1923 г.)
- 2012 г. – Александър Вълчев, български инженер (* 1941 г.)

## Празници
- Южна Корея – Ден на дърветата